# サカキ
サカキ（榊・賢木・栄木、学名: Cleyera japonica）は、モッコク科サカキ属の常緑小高木。日本の神道においては、神棚や祭壇に供えるなど神事にも用いられる植物。別名、ホンサカキ、ノコギリバサカキ、マサカキともよばれる。

## 名称
和名サカキの語源は、神と人との境であることから「境木（さかき）」の意であるとされる。常緑樹であり、さかえる（繁）ことから「繁木（さかき）」とする説もあるが、多くの学者は後世の附会であるとして否定している。「榊」という文字は平安時代に日本で会意で形成された国字である。上代（奈良時代以前）では、サカキ、ヒサカキ、シキミ、アセビ、ツバキなど、神仏に捧げる常緑樹の総称が「サカキ」であったが、平安時代以降になると「サカキ」が特定の植物を指すようになり、本種が標準和名のサカキの名を獲得した。
類似植物と混同されやすいので、サカキは「ホンサカキ」（本榊）や「マサカキ」とも呼ばれ、近縁のヒサカキ（後述）については、「シャシャキ」「シャカキ」「下草」「ビシャコ」「仏さん柴（しば）」「栄柴（サカシバ）」などと地方名で呼ばれることもある。
学名は、植物学者で、江戸時代に出島オランダ商館長を務め、サカキをヨーロッパに紹介したアンドレアス・クレイエルにちなむ。

## 分布・生育地
日本列島では本州の茨城県・石川県以西、四国、九州、沖縄に分布する。日本国外ではアジア東南部に分布し、朝鮮半島南部、済州島、台湾、中国が知られている。ヒマラヤと中国南部には、別亜種が知られる。陰樹で、山地の照葉樹林内に生える。枝葉は日本の神社での神事に使われるため、神社の境内に植えられることも多い。
- var. wallichiana - ヒマラヤ産。花が大きい。
- var. parvifolia - 中国南部。葉が小さい。

## 特徴
常緑広葉樹。低木を見ることが多いが、小高木で高さ12 m、胸高直径は30 cmになるものがある。一年枝は緑色で無毛だが、幹の樹皮は暗赤褐色になり皮目があり、ほぼ滑らかである。枝先の冬芽は裸芽で、互生する葉の付け根につき、長披針形で若葉が巻いて細長く鎌状に曲がるのが特徴。冬芽は枝と同色である。頂芽はよく葉上に出る。
葉は二列生で互生し、葉身は長さ6 - 10センチメートル (cm) の長楕円形で、厚みのある革質でつやがある、のっぺりとした表面で、葉縁の鋸歯は全くない。裏面はやや色薄く、両面ともに無毛。近縁種のヒサカキには葉縁に鋸歯がある点で区別できる。
花期は6 - 7月ごろで、側枝の基部の側の葉腋から黄白色の小さな花を咲かせる。花は5弁で、葉の下側から1 - 4個が束状に出て、下向きに咲く。花色ははじめは白く、のちに黄味を帯びてくる。果期は10月ごろで、果実は直径7 - 8ミリメートル (mm) の液果で、11月頃には黒く熟す。果実には柄がある。

## 利用
材は緻密でかたいことから、器具材、箸、櫛に使われる。赤紫色に熟した果実は、赤紫色の染料に使われる。

## 日本文化と“榊”

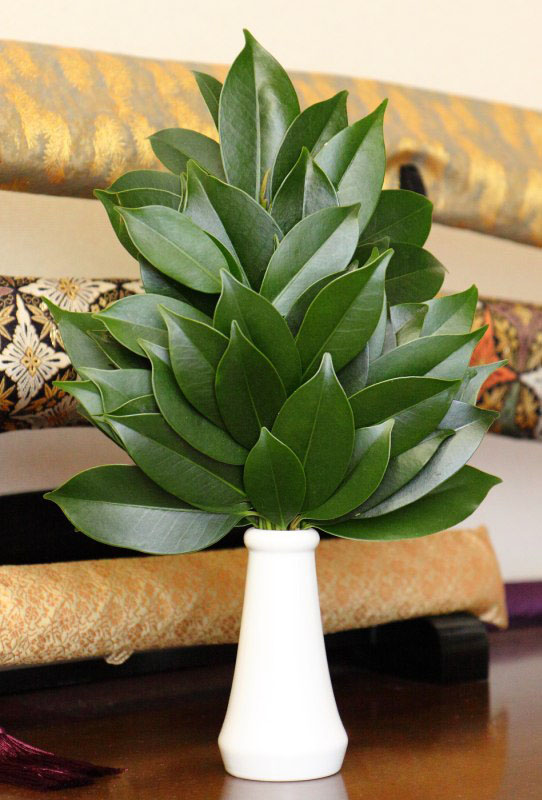
榊立てに立てた榊

### 習俗と生産・販売
日本では古くから神事に用いられる植物である。古来、植物には神が宿り、特に先端が尖った枝先は神が降りるヨリシロとして若松やオガタマノキなど様々な常緑植物が用いられたが、近年は身近な植物で枝先が尖っており、神の依り代にふさわしいサカキやヒサカキが定着している。家庭の神棚にも捧げられ、月に2度、1日と15日（江戸時代までは旧暦の1日と15日）に取り替える習わしになっている。神棚から下げた榊は、神社でお焚き上げ、海や川に流す、土に埋めて自然に還すなどといった方法が正式だが、近年は環境に配慮し、水をふき取り、塩でお清めをしてから白紙に包んで処分することも多い。神棚では榊立を用いる。
サカキは神仏に捧げる常磐木の代表樹で、結婚式、安産祈願、お宮参り、七五三などの祝い事の際に、神へ奉納する玉串に使われる。神社では、サカキが供花とされ、境内にサカキがあると、小枝におみくじが結ばれるのを見かける機会も多い。
こうした用途があるため、日本ではサカキやヒサカキは市販されている。中国からの輸入が9割を占めるが、国内でも生産に力を入れる農業協同組合などがあり、国産榊生産者の会という団体もある。
縁起木として扱われるため、常緑を活かした庭木としても使われる。
栽培は、半日陰で土質は壌土のところに深く根が張る。植栽適期は、植え付けが3月下旬 - 7月・9-12月、移植は3 - 4月に行うとされ、剪定は3月・6 - 7月・9月 - 10月とされる。
花言葉を、「神を尊ぶ」とする文献がある。

## 類似の植物
サカキは関東以南の比較的温暖な地域で生育するため、関東以北では類似種（別属）のヒサカキ（Eurya japonica）をサカキとして代用している。ヒサカキは仏壇にも供えられる植物である。花は早春に咲き、独特のにおいがある。名の由来は小さいことから「姫榊」とも、サカキでないことから「非榊」とも。
店頭に並んでいるサカキとヒサカキを見分けるポイントは葉縁で、葉が小さく、鋸歯がある（ぎざぎざしている）ならヒサカキ、表面がツルツルしていて、葉縁がぎざぎざしていない全縁ならサカキである。また、サカキは茎頂の芽（冬芽）が、鎌状あるいは長刀状に湾曲して尖っていることでも見分けられる。